# Il était une fois à Springfield
Il était une fois à Springfield (Once Upon a Time in Springfield) est le 10e épisode de la saison 21 de la série télévisée d'animation Les Simpson.

## Synopsis
L'émission de Krusty connaît une baisse d'audience. Pour remonter la pente, les producteurs décident d'attribuer une coéquipière au clown. Celle-ci est une princesse kitchissime, qui chante au rythme de ses scènes. Krusty la déteste, car il est bientôt oublié du public ; mais la coéquipière est amoureuse du clown.
Pendant ce temps, à la centrale, M. Burns décide de supprimer les beignets de ses employés pour faire des économies: Homer, Lenny et Carl feront tout pour les récupérer ! Ils iront jusqu'à songer à quitter la centrale.

## Références culturelles

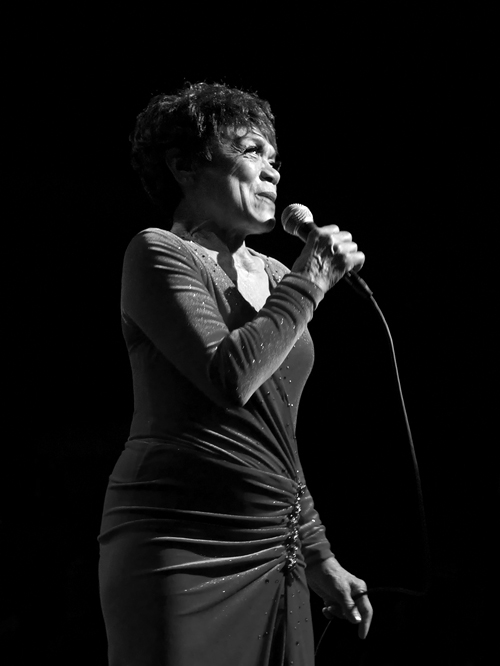
Eartha Kitt à 80 ans, un an avant sa mort.